# Грузинська Радянська Соціалістична Республіка
Грузинська Радянська Соціалістична Республіка (до 5 грудня 1936 року — Соціалістична Радянська Республіка Грузія) — одна з республік Союзу Радянських Соціалістичних Республік. Проіснувала з 30 грудня 1922 року по 9 квітня 1991 року. Зараз це країна Грузія.
Грузинська РСР була утворена в 1921 році. З 12 березня 1922 року по 5 грудня 1936 року була частиною Закавказької Радянської Федеральної Соціалістичної Республіки.
До складу Грузинської РСР входили:
- Абхазька Автономна Радянська Соціалістична Республіка
- Аджарська Автономна Радянська Соціалістична Республіка
- Південно-Осетинська автономна область

15 листопада 1990 року була перейменована в «Грузинську Республіку», що залишалася формально у складі СРСР до його розпаду в 1991 році.

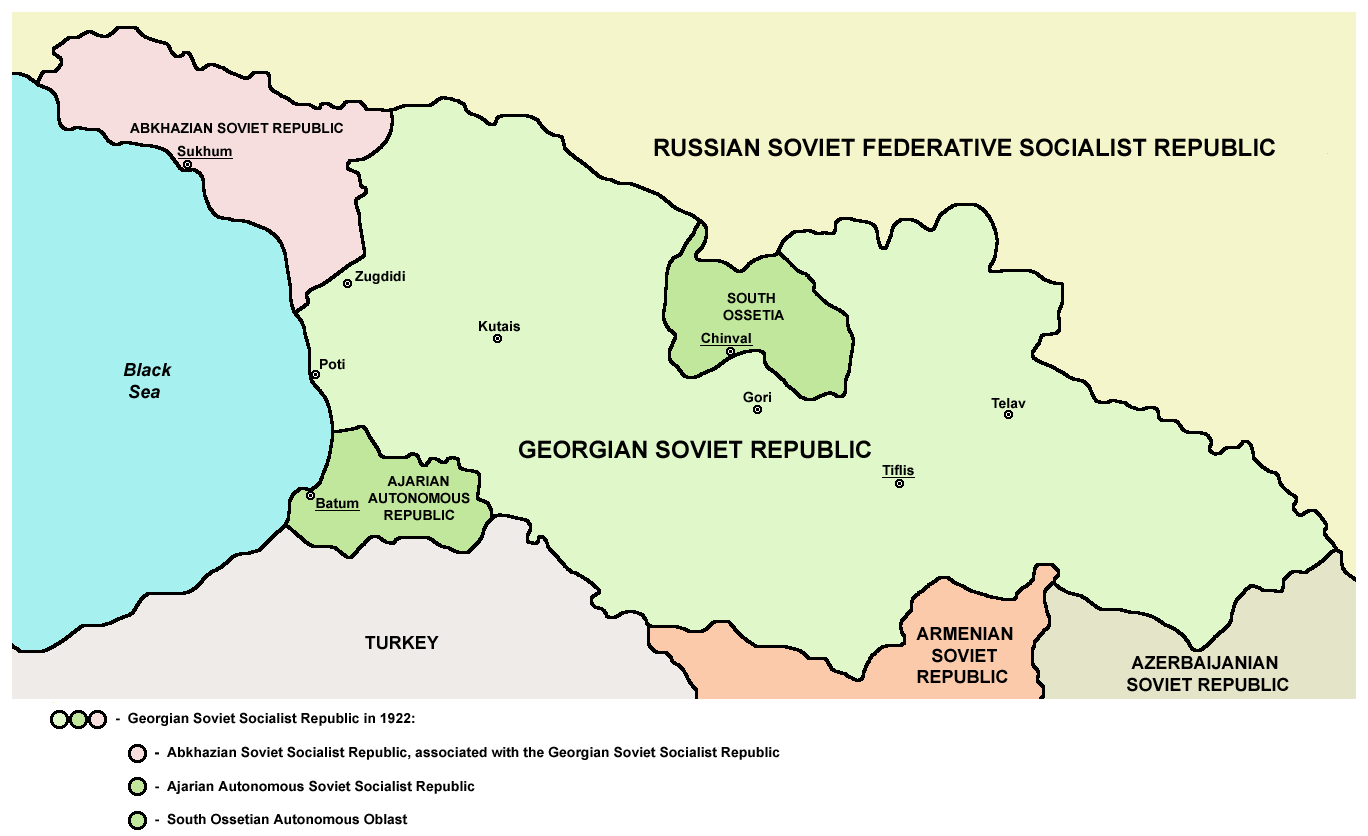
Грузинська РСР (1922)
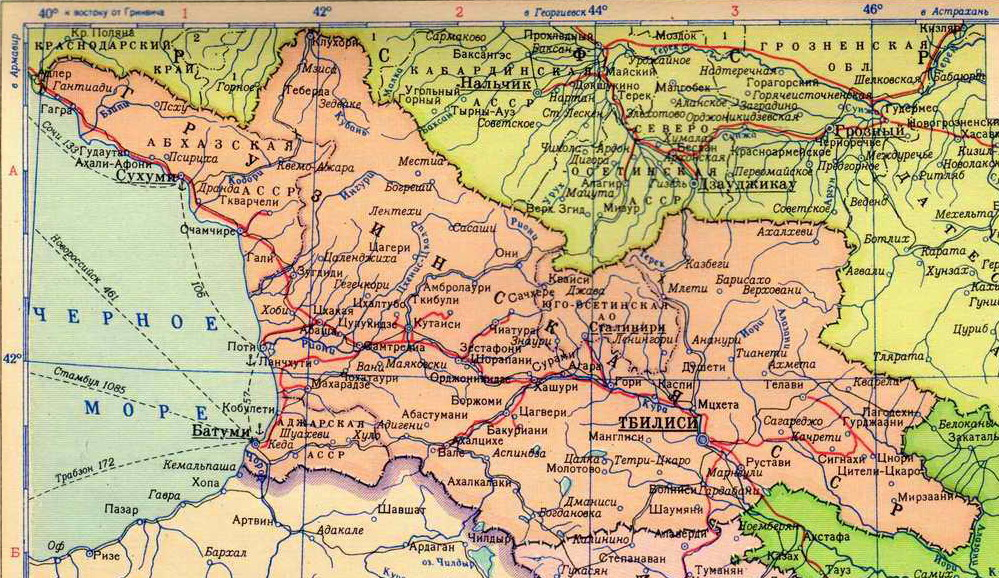
Грузинська РСР (1954)
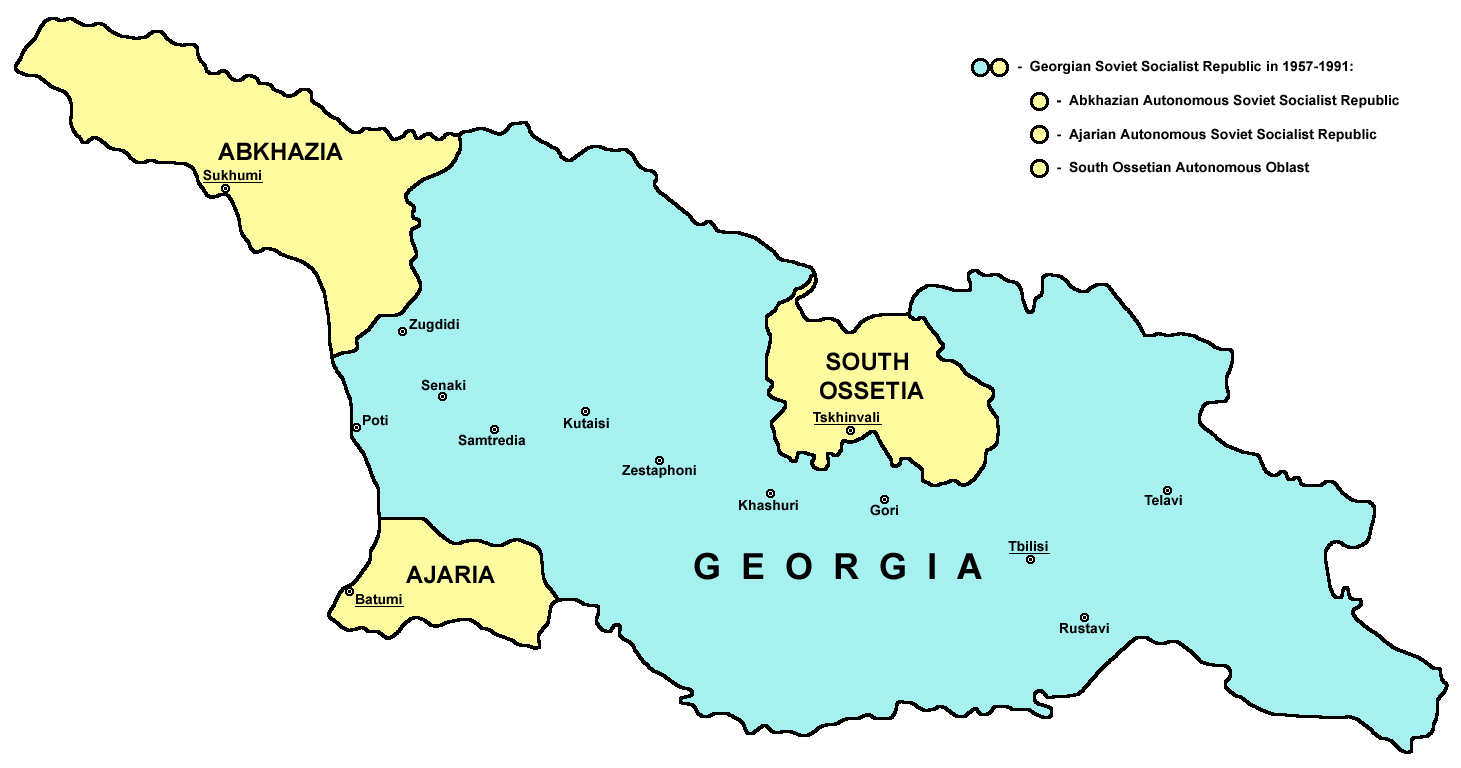
Грузинська РСР (1957—1991)